# Radulec
Radulec je naseljeno mjesto u Republici Hrvatskoj u Zagrebačkoj županiji. 

## Zemljopis
Administrativno je u sastavu općine Dubrava. Naselje se proteže na površini od 1,70 km².

## Stanovništvo
Prema popisu stanovništva iz 2001. godine u Radulcu žive 132 stanovnika i to u 40 kućanstava. Gustoća naseljenosti iznosi 77,65 st./km².
| broj stanovnika | 100   | 104   | 100   | 119   | 149   | 165   | 149   | 161   | 143   | 148   | 139   | 117   | 131   | 112   | 132   | 132   | 86    |
|                 | 1857. | 1869. | 1880. | 1890. | 1900. | 1910. | 1921. | 1931. | 1948. | 1953. | 1961. | 1971. | 1981. | 1991. | 2001. | 2011. | 2021. |